# ハチ

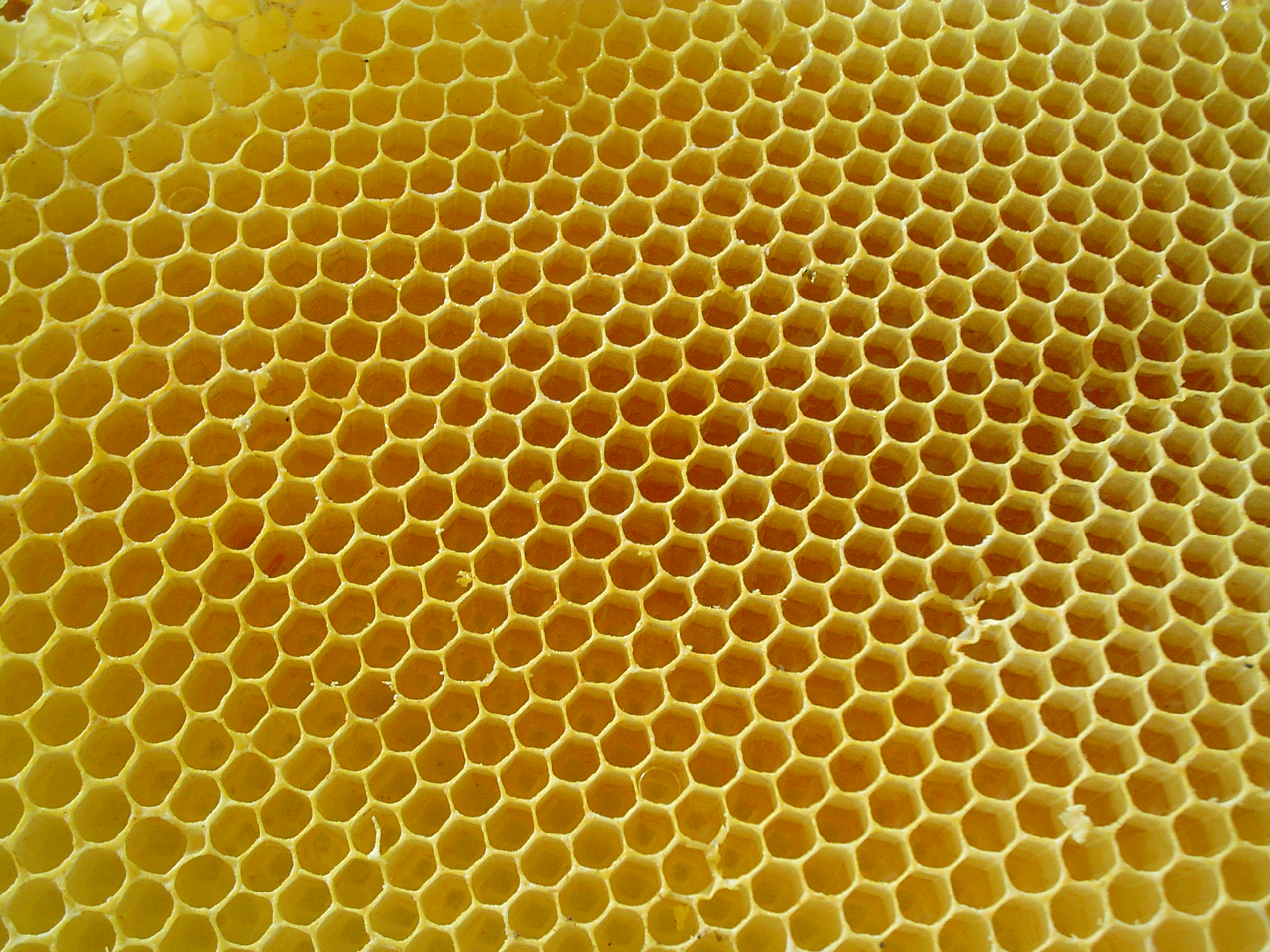
蜂の巣。六角形の部屋が密集してできている。

ハチ（蜂）とは、昆虫綱ハチ目（膜翅目）に分類される昆虫のうち、アリと呼ばれる分類群以外の総称。ハバチ亜目の全てと、ハチ亜目のうちハナバチ、スズメバチ等がこれに含まれる（ハチ目を参照）。アリはハチ類ではあるが、多くの言語・文化概念上、生活様式の違い等から区別される。

## 特徴

### 共通
- これらの蜂は翅が2対4枚あり、どれも膜質である。後ろの翅は前の翅より小さい。
- 大顎が発達している。ただしミツバチなどのハナバチ類は大あごが小さく、花の蜜を吸うための器官が発達する。
- 成長段階は卵→幼虫→蛹→成虫という完全変態を行う。
- メスの成虫は産卵管が発達するが、産卵管を毒針に変化させた種類（有剣ハチ類）がよく知られている[3]。

### 社会性を持つ蜂の特徴
ハチの一部と、アリは親が子の面倒を見るだけでなく、その子が大きくなっても共に生活し、大きな集団（コロニー）を形成するに至る。このような昆虫が社会性昆虫である。
女王蜂、働き蜂など、それぞれの役割が決まっており、それにより一生の過ごし方が違う。
- 蜂の社会はメスが中心で、働き蜂も全てメスである。オスは特定の時期に女王蜂と交尾する為にのみ生まれる。そのため、女王蜂は最初はメスを絶えず産み続け、一定数を過ぎるとオスを産み出す。
- 基本、オスは働かないが、アシナガバチにおいて、オスが働く所を観察した記録がある。
- 女王蜂の腹の中には精子を貯えておける特殊な袋があり、一度交尾すると長期間にわたり産卵し続けることが可能である。
- ミツバチの場合、老化や怪我などにより繁殖能力を失った女王蜂は、働き蜂によって巣の外に捨てられる。幼虫の時から餌を自ら獲得してきた女王蜂は外で生きていき、新しい集団を作る。女王蜂を失った巣では、すぐに新しい女王蜂がたてられる。

### 単独性を持つ蜂の特徴
社会性のあるハチは少数派で、ほとんどの蜂は単独性である。
単独性の花蜂はsolitary beeと呼ばれ、以下のような特徴を持つ。
- 蜂蜜を生産しない。
- 大きなコロニーや女王蜂を作らないが、いくつかの種ではグループで巣作りする場合がある。巣の作り方では、既存の坑に営巣する借坑性を持つ蜂[6]、土の中に巣を作るmining beesがいる。
- 春になるとオスとメスが巣立ちした後、メスは各々で巣を作り、卵を巣に産み付けて、幼虫のための蜜と花粉を残して巣を閉じ、冬を迎える前に寿命を迎える。
- カッコウ蜂（英語版）と呼ばれる別の蜂が作った巣に卵を産み付けて乗っ取る蜂なども含まれる。

## 分類

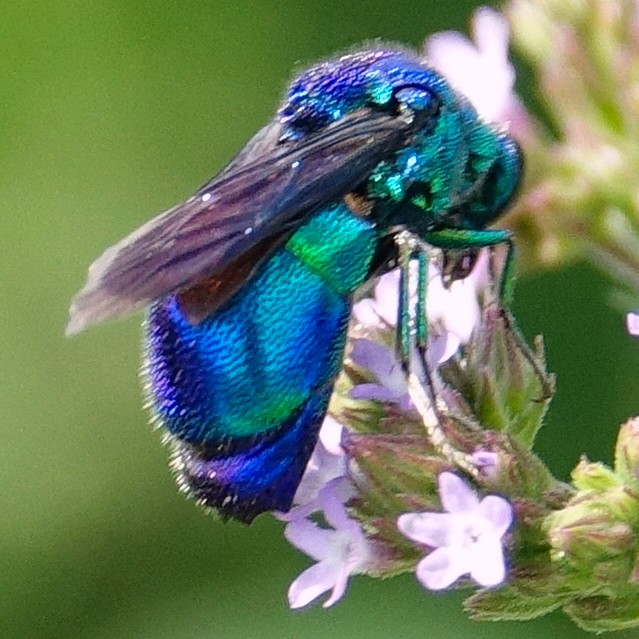
花の上に乗るオオセイボウ

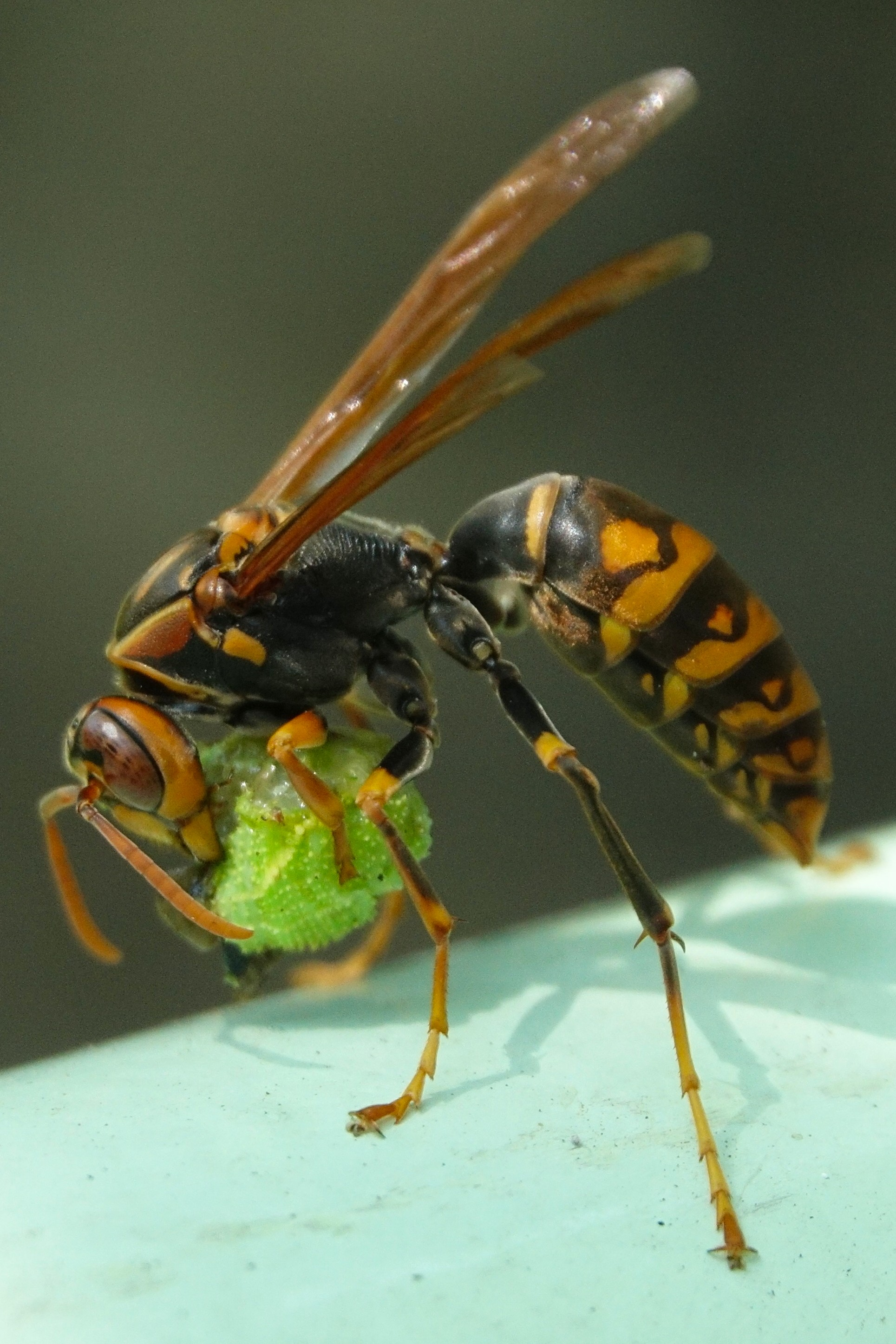
肉団子を作るセグロアシナガバチ

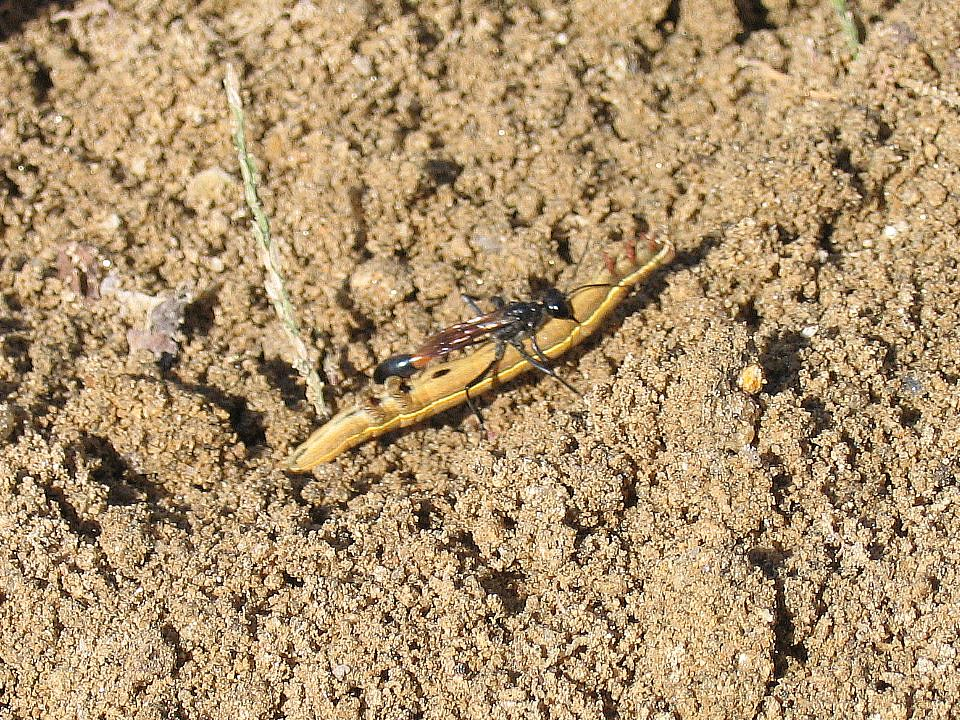
獲物を抱えたジガバチ（アナバチの一種）

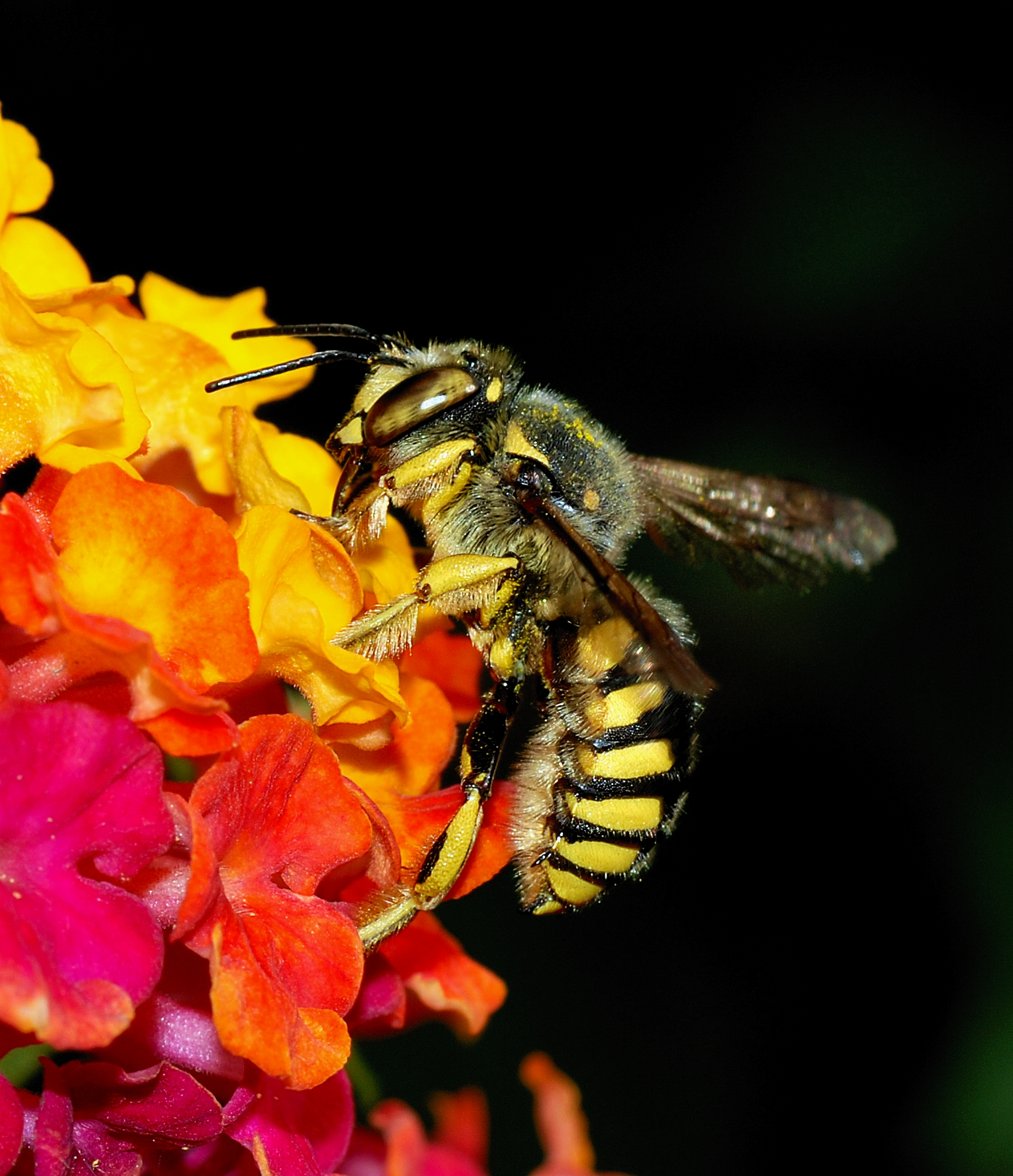
単独生活性のハナバチ（トモンハナバチの一種）

ハチといえばスズメバチ、アシナガバチ、ミツバチなどが有名で、「大きな巣を作って家族でくらす」「花にやってくる」「毒針で刺されるから危ない」などのイメージが定着している。しかしこれはハチ全体で見ると一部の種類に過ぎず、その生態や体つきは多様性に富んでいる。
ホソハネコバチ科の Dicopomorpha echmepterygis は体長0.139ミリメートルで世界最小の昆虫と言われる。大型の種としては、オオスズメバチ（女王バチ）やクモバチ科のタランチュラホーク、ツチバチ科の Megascolia procer が体長5 - 6センチメートルとなる。
キバチ科
幼虫が木材を食べて育つ。メスの成虫は木材に穴を開けて産卵するため、非常に硬い産卵管を発達させている。
ハバチ科、ヒラタハバチ科、コンボウハバチ科、ミツフシハバチ科
幼虫は植物の葉を食べて育つ。幼虫は小型のイモムシとよく似ているが、からだをS字型にくねらせるのが特徴。

ヤドリキバチ科、ヤセバチ上科、ヒメバチ上科、コバチ上科、クロバチ上科、ツチバチ科、アリガタバチ科、セイボウ科
他の昆虫に卵を産みつけ、幼虫はその昆虫の組織を食べながら成長し、最後には殺してしまう捕食寄生蜂。モンシロチョウの幼虫に寄生するアオムシサムライコマユバチや、長い産卵管を持つウマノオバチなど多くの種類がいて、寄生する宿主も多様。なかには他のハチの巣に寄生する種類もいる。
タマバチ科
植物の組織内に卵を産みつける。植物に見られる「虫こぶ」にはこのハチの仲間の幼虫によるものが多々ある。
ベッコウバチ科
翅が鼈甲色に透き通った種類が多い。クモを襲って毒針で麻酔し、巣に運び込んで産卵する狩りバチ。狩人蜂とも言う。巣は地面に穴を掘る種類と、泥で壺を作る種類がいる。幼虫は麻酔で動けないクモを食べて成長する。タランチュラを狩る「タランチュラホーク」（オオベッコウバチ）という種類もいる。

スズメバチ科
単独生活の狩りバチであるドロバチ類と、女王蜂を中心とした家族生活をするスズメバチ類とアシナガバチ類が分類されている。他の昆虫を狩って幼虫の餌とする。スズメバチ類とアシナガバチ類は巣の防衛のためには敵に容赦ない攻撃を加える性質や毒針を持つことなどが知られている。人間への被害（ハチ刺症）も頻繁である。

アナバチ（アナバチ科、ギングチバチ科）
クモやシャクトリムシ、コオロギ、キリギリス類、ハエ、ハナバチなどを襲って毒針で麻酔し、巣に運び込んで産卵する狩りバチ。巣は地中に穴を掘る種類や、泥などで作る種類、竹筒などを利用する種類とがいて、狩る昆虫も多様。セナガアナバチ（サトセナガアナバチ・エメラルドゴキブリバチなど）は完璧な巣を作らず、ゴキブリを狩って既存の物の隙間に運び込んで産卵する。2011年にインドネシアで発見されたメガララ・ガルーダもこの仲間。

コハナバチ科、ハキリバチ科、ミツバチ科
いわゆるハナバチ類。花によくやってくるハチで、花粉や蜜を集めて巣に運び込み産卵する。ミツバチやハリナシバチやマルハナバチは女王蜂を中心とした家族生活を行う。体にたくさんの毛が生えていて、顕花植物の受粉に一役買っている。

## アリとハチ
アリは、一般にはハチとは全く違うかのように扱われるが、分類学上は、アリはハチの中の1分類群である。アリは一般に翅がなく、多くのハチは翅を持つが、ハチの中でもアリガタバチやアリバチなど成虫（特に雌）が翅を持たない種もあり、それらは外見上アリに類似する。また、アリの女王と雄アリは翅を持ち、結婚飛行を行う。このときの姿はまさにハチで、特に雄アリはハチに似ている。また、一部のアリは針を持たないが、多くの種類は針を持ち、一部にはヒアリやハリアリのように刺されると痛むものもある。アリは基本的には肉食で、狩りバチの系統から、地上生活へ適応したと考えられている。最近の研究で、ミツバチの祖先であるアナバチ類と共通の祖先をもつ事が分かった。

## 蜂刺され
予防策はスズメバチ類を例にすると、巣と遭遇した場合は「巣に近づかず」「見張りのハチを刺激せず」姿勢を低くして巣から速やかに離れる。しかし、威嚇や攻撃を受けた時に手で追い払ったり大声で騒いだりする事は禁物で、直線的に追いかけてくるハチ類から逃れるには姿勢を低くしたり、急角度で曲がるなどの方法が有効である。

### 毒
ハチ毒（Bee venom、アピトキシン、Apitoxin）の成分は主に酵素類：ホスホリパーゼ（phospholipase）、ヒアルロニダーゼ（Hyaluronidase）、プロテアーゼ（protease）、ペプチド類：メリチン、キニン kinins 、ほかにヒスタミン、ドーパミンなどの物質で構成されている。これらの成分の相互作用により痛み、血圧降下、タンパク質の分解（体組織の破壊）、アレルギー症状などの症状を引き起こす。ハチ刺症は2回目以降ではアナフィラキシーショックを起こすことがあり生命に危険がある。万一、刺された場合は、毒の種類に関わらず流水で毒液を絞り出すようにして洗い流す。

### 毒針
ハチといえば毒針で刺すものと思われがちであるが、実際に刺すハチはほんの一握りに過ぎない。その毒針はメスが持つことが多く、オスには無い。ただし、ドロバチのオスは後尾器のトゲを毒針のように使う。
本来、ハチの毒針は、産卵管であった。キバチ類においてはこれを材の中に差し込んで産卵し、寄生バチの場合、宿主の体内に産卵するのに用いられる。このあたりから産卵管に針としての性能が与えられるようになる。狩りバチは、毒を注射することで、獲物を麻痺させ、それを巣に蓄えて幼虫に与える。しかし、これらのハチは単独生活であり、自分の身を守るために毒針を使うことはあまりない。狩りバチの系統でも、ハナバチ類でも、家族生活をするようになって、毒針を家族を守るために、つまり利他的に用いるようになる。
社会性昆虫であるアシナガバチ、スズメバチ、ミツバチは集団で敵に当たる。蜂が他の何かの生物に対して毒針を刺すと、そこから蜂が攻撃的になるフェロモンを発するため、蜂のどれか一匹が刺すと他の蜂もつられて集団で襲いかかるという習性がある。
また、ミツバチの針には返し棘があり皮膚に刺さると抜けなくなり、無理に抜けば毒腺ごと抜けて即死する。俗に「ハチの一刺し」というのはこれのことだが、他のハチは連続していくらでも刺すので、これには当てはまらない。他にマルハナバチとベッコウバチは刺されるとかなり痛む。